# Hudson Stuck
Hudson Stuck (ur. 11 listopada 1863 w Londynie, zm. 10 października 1920 w Fort Yukon na Alasce) – amerykański wspinacz.
On i Harry Karstens poprowadzili pierwszą udaną wyprawę na Denali (McKinley), na którym stanęli 7 czerwca 1913 r. Podczas tej wyprawy pierwszy raz dokonano pomiaru wysokości tej góry.
Zmarł w Fort Yukon na Alasce na zapalenie płuc.

## Książki jego autorstwa
- Stuck, Hudson, D.D., Archdeacon of the Yukon: The Ascent of Denali, The 1913 Expedition that First Conquered Mt. McKinley. (reprinted by)Wolfe Publishing Co., Inc., 6471 Airpark Drive, Prescott, Arizona, 86301, 1988. ISBN 0-935632-69-7. Brak numerów stron w książce
- Stuck, Hudson D.D., F.R.G.S., Archdeacon of the Yukon: Ten Thousand Miles with a Dog Sled. (reprinted by)Wolfe Publishing Co., Inc., 6471 Airpark Drive, Prescott, Arizona, 86301, 1988. ISBN 0-935632-66-2. Brak numerów stron w książce